# Euphrasia subarctica
Euphrasia subarctica är en snyltrotsväxtart som beskrevs av Hugh Miller Raup. Euphrasia subarctica ingår i släktet ögontröster, och familjen snyltrotsväxter. Inga underarter finns listade i Catalogue of Life.